# ヨハン・ゲオルク1世 (アンハルト＝デッサウ侯)
ヨハン・ゲオルク1世（Johann Georg I. von Anhalt-Dessau, 1567年5月9日 - 1618年5月24日）は、アンハルト侯（在位：1586年 - 1603年）、後にアンハルト＝デッサウ侯（在位：1603年 - 1618年）。

## 生涯
アンハルト侯ヨアヒム・エルンストとその最初の妻アグネス・フォン・バルビの間の長男として生まれた。1586年に父が死ぬと、彼は長子相続を定めていない家憲に従って、同母弟のクリスティアン1世及び5人の異母弟達（ベルンハルト、アウグスト、ルドルフ、ヨハン・エルンスト、ルートヴィヒ1世）と共にアンハルト侯領を共同で相続した。大勢の異母弟達が未成年のため、彼らが成人するまではヨハン・ゲオルクが侯領の統治を単独で行った。
1603年、ヨハン・ゲオルクと存命中の弟4人の間で分割相続に関する協定が結ばれ（ベルンハルトは1596年、ヨハン・エルンストは1601年に死去）、ヨハン・ゲオルクは長子の相続領とされたアンハルト＝デッサウ侯領を確保した。ヨハン・ゲオルクは1606年まで弟達の創設した諸侯領全体を統治したが、それ以後は弟達は独立した。ヨハン・ゲオルクはデッサウの統治者として領内の宗教改革を熱心に進め、カトリック教会の伝統文化と典礼の根絶を強圧的な姿勢で続けた。妹のザクセン＝ヴァイマル公爵夫人ドロテア・マリアの葬儀の最中だった1617年8月24日、ヨハン・ゲオルクは末弟のアンハルト＝ケーテン侯ルートヴィヒ1世と共にドイツ最初の文芸サークル「実りを結ぶ会」を結成した。
ヨハン・ゲオルクは領民に非常に好かれた統治者であり、博学で、特に占星術と錬金術に通じていた。彼の書庫には3000冊の書物が所蔵されていた。

## 結婚と子女
1588年2月22日、マンスフェルト＝アルンシュタイン伯ヨハン・アルブレヒト6世の娘ドロテア（1561年 - 1594年）と結婚し、間に5人の子女をもうけた。
- ゾフィー・エリーザベト（1589年 - 1622年） - 1614年、レグニツァ公イェジ・ルドルフと結婚
- アグネス・マグダレーネ（1590年 - 1626年） - 1617年、ヘッセン＝カッセル方伯世子オットーと結婚
- アンナ・マリア（1591年 - 1637年）
- ヨアヒム・エルンスト（1592年 - 1616年）
- クリスティアン（1594年）

1595年2月21日、プファルツ＝ジンメルン公ヨハン・カジミールの娘ドロテア（1581年 - 1631年）と再婚し、間に11人の子女をもうけた。
- ヨハン・カジミール（1596年 - 1660年） - アンハルト＝デッサウ侯
- アンナ・エリーザベト（1598年 - 1660年） - 1617年、ベントハイム＝シュタインフルト伯ヴィルヘルム・ハインリヒと結婚
- フリードリヒ・モーリッツ（1600年 - 1610年）
- エレオノーレ・ドロテア（1602年 - 1664年） - 1625年、ザクセン＝ヴァイマル公ヴィルヘルムと結婚
- ジビッレ・クリスティーネ（1603年 - 1686年） - 1627年にハーナウ＝ミュンツェンベルク伯フィリップ・モーリッツと結婚、1647年にハーナウ＝リヒテンベルク伯フリードリヒ＝カジミールと再婚
- ハインリヒ・ヴァルデマール（1604年 - 1606年）
- ゲオルク・アリベルト（1606年 - 1643年）
- クニグンデ・ユリアーネ（1608年 - 1683年） - 1651年、ヘッセン＝ローテンブルク方伯ヘルマン4世と結婚
- ズザンナ・マルガレーテ（1610年 - 1663年） - 1651年、ハーナウ＝リヒテンベルク伯ヨハン・フィリップと結婚
- ヨハンナ・ドロテア（1612年 - 1695年） - 1636年、ベントハイム＝テクレンベルク伯モーリッツと結婚
- エーファ・カタリーナ（1613年 - 1679年）